# Видровиці
Видровиці (пол. Wydrowice, нім. Weiderwitz) — село в Польщі, у гміні Немодлін Опольського повіту Опольського воєводства.
Населення — 246 осіб (2011).

## Демографія
Демографічна структура станом на 31 березня 2011 року:
|          | Загалом | Допрацездатний вік | Працездатний вік | Постпрацездатний вік |
| -------- | ------- | ------------------ | ---------------- | -------------------- |
| Чоловіки | 115     | 21                 | 81               | 13                   |
| Жінки    | 131     | 25                 | 76               | 30                   |
| Разом    | 246     | 46                 | 157              | 43                   |